# Carduus tenuiflorus
Carduus tenuiflorus là một loài thực vật có hoa trong họ Cúc. Loài này được Curtis mô tả khoa học đầu tiên năm 1789.